# Red Jacket (veleiro)
Red Jacket foi um navio veleiro, um dos maiores e mais rápidos já construídos. Ela também foi o primeiro navio da White Star Line. Ela foi nomeada após Sagoyewatha, um famoso chefe índio Sêneca, foi chamado de "Red Jacket" pelos colonos. Foi projetada por Samuel Hartt Pook, construída por George Thomas, em Rockland, Maine, e lançado em 1853, o último navio a ser lançado do estaleiro.
Como muitos outros veleiros rápidos alega-se que ela é um veleiro extremo, mas isso é tecnicamente incorreto. Veleiros extremos foram alguns construídos somente no período de 1850 a 1852, e tinha um pelo menos um mastro de 40" no meio do chão. Sendo conhecido como um veleiro extremo era conhecido como rápido, e tornou-se popular chamar todos os veleiros rápidos de "extremo".

## Viagens
Em sua primeira viagem, Red Jacket definiu o recorde de velocidade para barcos de vela atravessando o Atlântico ao viajar de Nova York para Liverpool em 13 dias, 1 horas, 25 minutos, doca a doca.
Ela deixou Rockland na ressaca, e velou para Nova York. Seu capitão era um comandante veterano de navios de pacote, Asa Eldridge de Yarmouth, Massachusetts, e tinha uma tripulação de 65 anos. Na passagem para o Liverpool, fez a média de 14,5 nós (26,9 km/h), sustentando rajadas de 17 nós (31,5 km/h).
Um vapor da Collins Line chegou em Liverpool (que tinha saído de Nova York, dois dias antes do Red Jacket) informou que o Red Jacket estava logo atrás. Assim que ela entrou no porto, rebocadores tentaram obter linhas de bordo do veleiro, mas estava viajando muito rápido. Milhares, alertados pelo navio da Collins Line, observaram Eldridge reduzindo a vela e aportar o navio no cais.
Poucos dias depois da chegada do Red Jacket em Liverpool, a precisão do diário de bordo do navio — e, assim, a integridade de seu capitão, foi questionada por uma carta ao The Times de Londres, indiscutivelmente o jornal mais importante do mundo naquele tempo. A carta veio de uma autoridade alta, o Lloyd's de Londres, mas foi apenas assinado com as iniciais do autor. É solicitado uma refutação feroz no dia seguinte, a partir de um segundo correspondente que também não divulgou seu nome, mas era claramente americano. Três dias mais tarde, a palavra final da correspondência foi para o Asa Eldridge; The Times imprimiu uma carta dele (enviado em seu próprio nome), no qual ele pacientemente explicou porque o correspondente original estava errado em sua interpretação do diário de bordo.
Em Liverpool, o Red Jacket teve seu fundo coberto de cobre e cabines equipadas para o comércio imigrante australiano. Ela foi comprada pela Pilkington & Wilcox e outros investidores de Liverpool com registro de alteração em 24 de abril de 1854. (A maioria das fontes secundárias dizem que o navio foi comprado por um britânico um ano mais tarde, copiando um erro feito por historiadores anteriores). Em seguida, ela foi fretada pela White Star Line para uma corrida para Melbourne, Austrália. Sob o Capitão Samuel Reid (que possuía 1/16 dela), ela chegou em Melbourne, em 69 dias. Apenas um veleiro, James Baines, fez a corrida mais rápido.
Red Jacket serviu no comércio imigrante até 1867, quando se tornou um cargueiro costeiro australiano e indiano.

## Destino do navio
Em 1872, o Red Jacket juntou-se aos veleiros Marco Polo e Donald McKay, que "terminou seus dias no comércio de madeiras de Quebec", e tornou-se um carregador de madeira de Quebec para Londres. Em 1883, foi vendida para Blandy Brothers, uma companhia presa de transporte nas Ilhas da Madeira, como uma urca. Ela foi encalhada em um vendaval, em 1885.